# Suveran teritorial
Suveranul teritorial (în germană Landesherr) a fost din Evul Mediu până în Epoca modernă, cel ce deținea suveranitatea într-un teritoriu prin exercitarea celei mai înalte autorități. El era de obicei proprietarul sau administratorul unui teritoriu moștenit prin naștere sau primit ca feudă și era membru al nobilimii sau al înaltului cler.

## Evoluția termenului în Sfântul Imperiu Roman

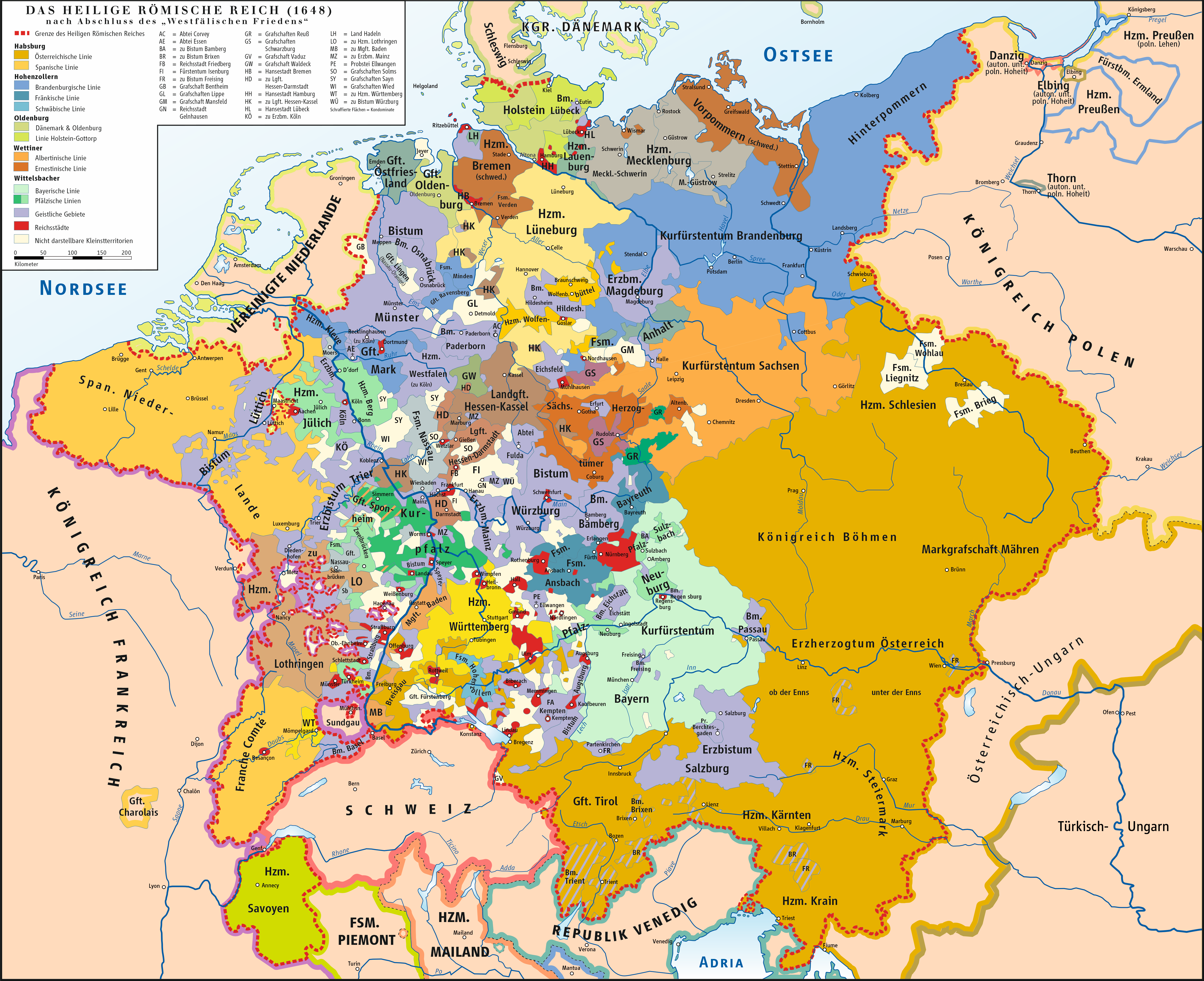
Sfântul Imperiu Roman în 1648

În Sfântul Imperiu Roman conducătorii teritoriilor individuale, respectiv membrii ai stărilor imperiale, erau suverani în teritoriile pe care le conduceau. Termenul este deci strâns legat de termenul „teritorializare”. Termenul „suveran teritorial” a apărut în secolul al XV-lea. Interpretarea sa exactă este dificilă bazându-se doar pe afirmațiile din sursele istorice. Termenele „suveran teritorial” și „suveranitate teritorială” (germană Landeshoheit) sunt folosite în cercetare ca noțiuni abstracte pentru a indica exercitarea stăpânirii unui teritoriu de către un conducător laic sau spiritual în Sfântul Imperiu Roman.
Suveranul teritorial se bucura de o poziție politică relativ puternică în raport cu regele romano-german, respectiv cu împăratul, și era obligat să asigure aplicarea legii și în același timp pacea în teritoriul stăpânit de el. Termenul „suveran teritorial” este legat de posesia de bunuri imobiliare, de dreptul de proprietate asupra teritoriului și de autoritatea exercitată în acest teritoriu. Caracteristica centrală a suveranității teritoriale nu era importanța rangului conducătorului unui teritoriu, ci dreptul de proprietate a unui conducător care se baza pe un alodiu considerabil ca mărime sau pe cel puțin o feudă imperială directă (așa-numitele „feude cu steag”, în cazul principilor).
În Evul Mediu suveranii teritoriali aveau inițial drepturi individuale speciale (de exemplu dreptul la escortă de protecție pe durata călătoriilor, dreptul judiciar, dreptul de a bate monedă), însă odată cu dezvoltarea complexelor teritoriale, drepturile lor au început să fie definite mai exact. Acestea includeau dreptul de a judeca, inclusiv cel de a hotărî pedeapsa capitală, dreptul de impozitare, dreptul de a bate monedă și dreptul de a acorda privilegiul de cetate așezărilor aflate pe teritoriul lor. Trecerea dreptului de a hotărî pedeapsa capitală, care aparținea regelui, conducătorilor laici sau spirituali ai teritoriilor, a crescut legitimitatea acestora. În Evul Mediu târziu suveranii teritoriali au extins  în teritoriul lor structura administrației statului (care includea cancelaria, notariatul, tribunalul, administrația financiară și funcționarii locali) realizând astfel intensificarea exercitării puterii, ceea ce regelui romano-german nu îi reușise încă  la nivelul întregului imperiu. Totuși, suveranul teritorial nu era un conducător absolut trebuind să consulte, pentru anumite probleme, stările provinciale (în germană Landstände) care formau dieta teritoriului.
Încă din secolul al XII-lea în Sfântul Imperiu Roman apăruseră mai mulți suverani teritoriali independenți, acest proces accentuându-se în secolul al XIII-lea datorită apariției a două legi importante: Confoederatio cum principibus ecclesiasticis și Statutum in favorem principum. În cea de-a doua dintre legi, emisă în anul 1231, a fost folosit pentru prima dată termenul „domini terrae” cu sensul de „suveran asupra proprietății”. La sfârșitul Evului Mediu suveranii teritoriali deveniseră cea mai puternică putere politică după rege. Studiul evoluției suveranității teritoriale în istoria Sfântului Imperiu Roman se confruntă totuși cu numeroase probleme în cercetare.

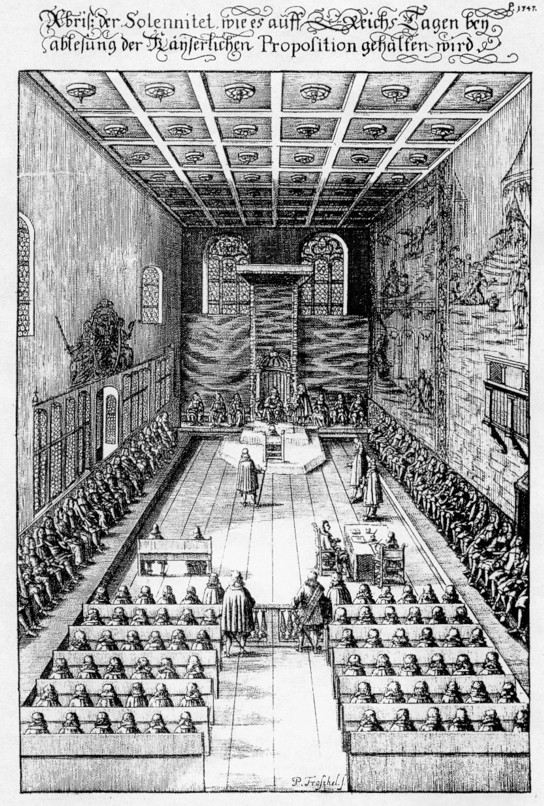
Dieta Imperială (gravură pe cupru de Peter Troschel, 1675)

Începând din 1495 Dieta Imperială a devenit o instituție permanentă a Sfântului Imperiu Roman, instituție din care făcea parte și Consiliul Prinților Imperiali. Acest consiliu era format din principi, conți imperiali, câțiva conducători suverani aflați în nemijlocire imperială, arhiepiscopi, episcopi și abați imperiali. Pe lângă Consiliul Prinților Imperiali, Dieta Imperială cuprindea Colegiul principilor electori și Colegiul orașelor imperiale. Pentru admiterea în Dieta Imperială era necesară aprobarea împăratului și mai târziu și a Stărilor imperiale reprezentate în Dietă. Pentru a obține statutul de reprezentant în Dieta Imperială (cu drept de vot pe una dintre cele patru bănci ale conților imperiali sau pe cele două bănci ale prelaților), respectivele teritorii, aflate în nemijlocire imperială, trebuiau să aibă o dimensiune considerabilă, putând avea o cancelarie proprie cu structură administrativă suverană. Încă din Evul Mediu existau numeroase familii care stăpâneau comitate aflate în nemijlocire imperială însă acestea au reușit să-și consolideze statutul instituțional doar atunci când au obținut loc și vot în Consiliul Prinților Imperiali, aparținând astfel înaltei nobilimi.
Încă din vremea Reformei Protestante suveranii teritoriali aveau chiar și dreptul de a alege religia (confesiunea) supușilor lor conform principiului Cuius regio, eius religio . Prin aceasta suveranitatea teritorială, în mare măsură independentă, era asigurată sub aspect juridic. Numărul suveranilor teritoriali a variat de-a lungul secolelor odată cu evoluția politicii și a moștenirilor. 
În 1792 existau 8 suverani teritoriali în Colegiul Principilor Electori, iar în Consiliul Imperial al Prinților existau 69 de suverani teritoriali cu vot propriu pe Banca ecleziaștilor și 94 de suverani teritoriali cu vot propriu pe Banca laicilor, precum și 124 de suverani teritoriali pe cele patru bănci ale conților și 42 de suverani teritoriali cu vot comun pe cele două bănci ale prelaților, în total 337, dintre care până la două duzini au fost unite prin uniune personală.
Cavalerii imperiali deși erau subordonați direct împăratului aflându-se astfel în nemijlocire imperială, ei înșiși nu făceau parte din Stările Imperiale și nu erau reprezentați în Dieta Imperială, nefiind considerați suverani teritoriali ai minusculelor lor teritorii. După 1806 teritoriile a numeroși principi imperiali și conți, principi ecleziaști, precum și ale cavalerilor imperiali, au intrat prin mediatizare sub stăpânirea statelor membre ale Confederației Germane, doar 34 dintre suveranii teritoriali fiind denumiți în continuare „suverani”. În Imperiul German începând din 1871 doar 22 dintre suverani (regi, duci și prinți domnitori) au primit denumirea de „prinți federali”.